# Stillness of Heart
"Stillness of Heart", släppt som singel 29 januari 2002, är en låt skriven av Lenny Kravitz och Craig Ross. Den finns med på Kravitz's album Lenny från 2001. Låten karaktäriseras bland annat av violinslingor mot slutet.